# Боливар (станция метро, Буэнос-Айрес)
«Боливар» (исп. Bolívar) — станция Линии E метрополитена Буэнос-Айреса. В настоящее время станция является конечной остановкой Линии E, с неё можно сделать пересадку на станции Перу (Линия A) и Катедраль (Линия D).
Станция расположена в районе Монсеррат в нескольких метрах от Площади Мая. Станция Боливар была открыта 24 апреля 1966 года, ныне же планируется продлить Линию Е от неё до строящейся станции Ретиро, в этом случае Боливар перестанет быть терминалом.
Станция получила название от улицы Боливар, на перекрёстке которой с улицей Иполито Иригойена она и расположена. Улица же была названа в честь Симона Боливара.

## Оформление
В отличие от старых станций Линии E, открытых ещё в 1944 году, станция Боливар не была украшена фресками. 5 августа 1983 в её холле, в ложбине, была установлена статуя «Дань уважения Матери» (исп. Homenaje a la Madre) работы Нильды Толедо Гульмы. Коридор, соединяющий станцию с линиями A и D, был расписан учащимися различных школ.

## Фотографии

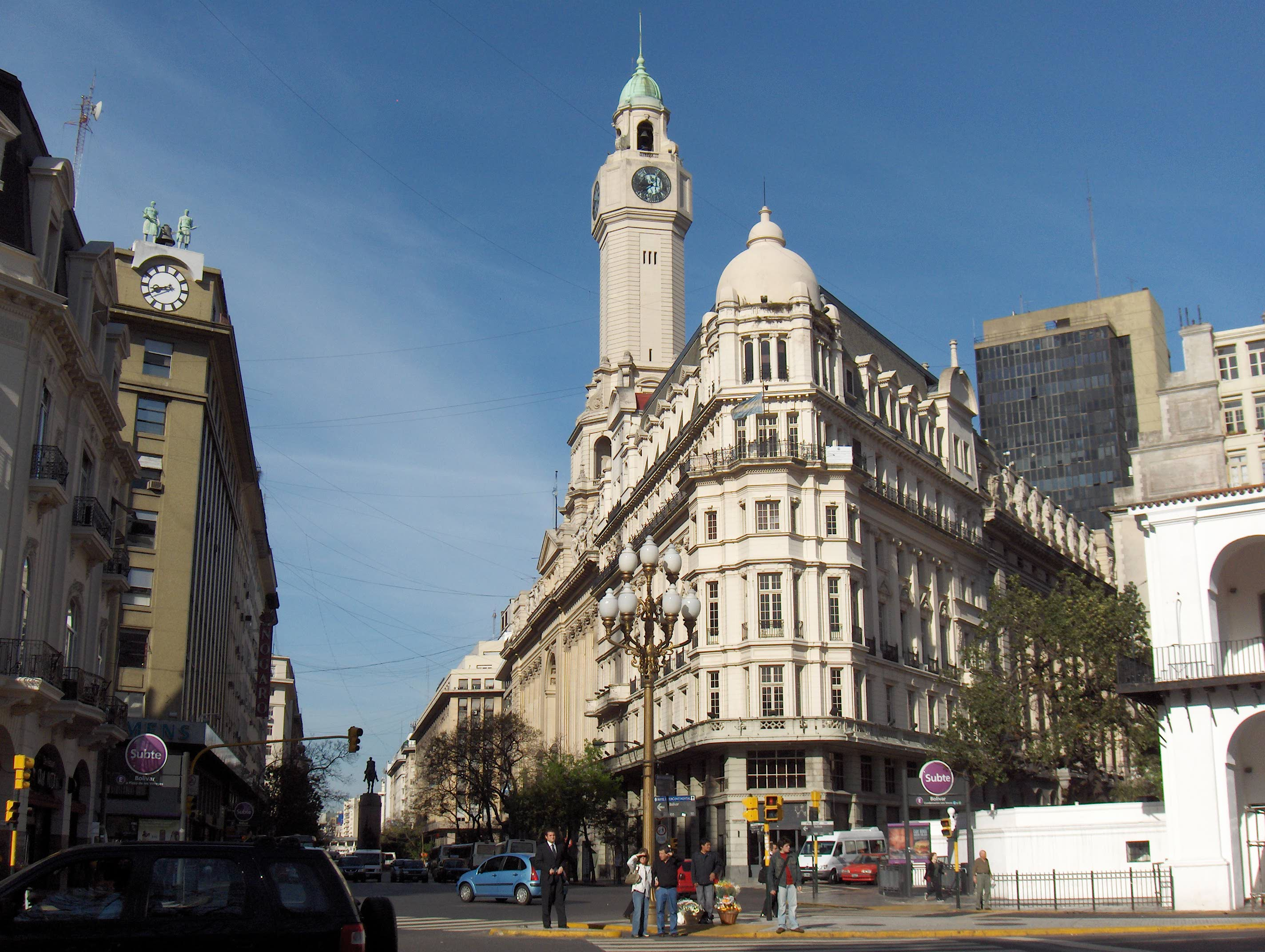
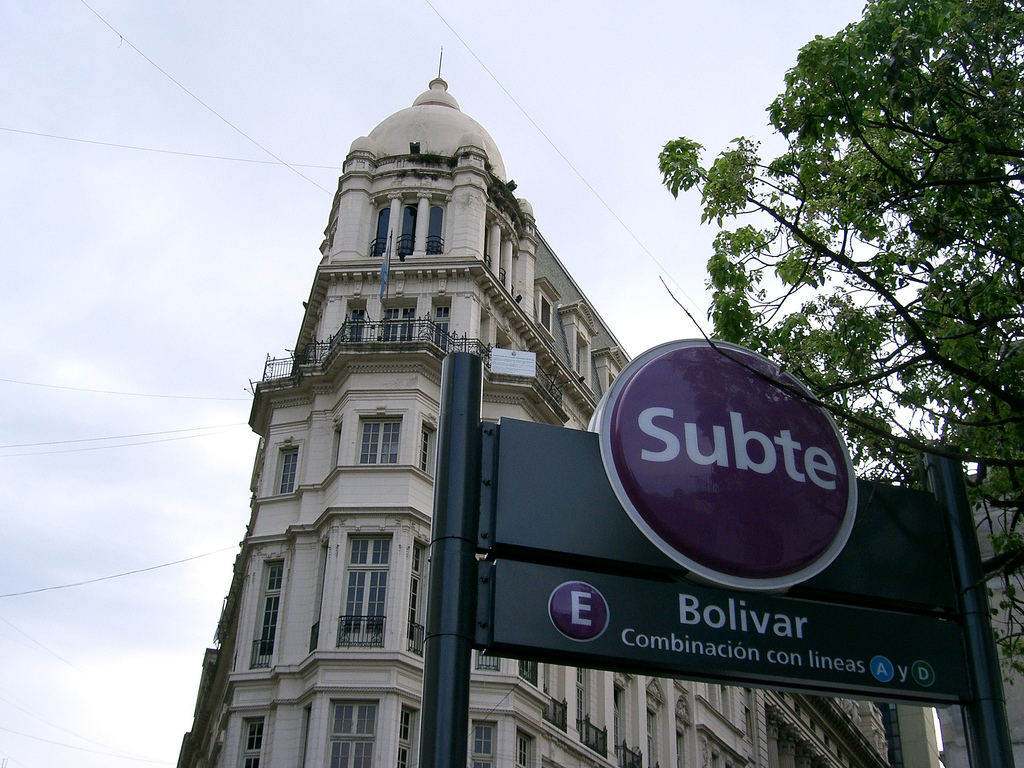
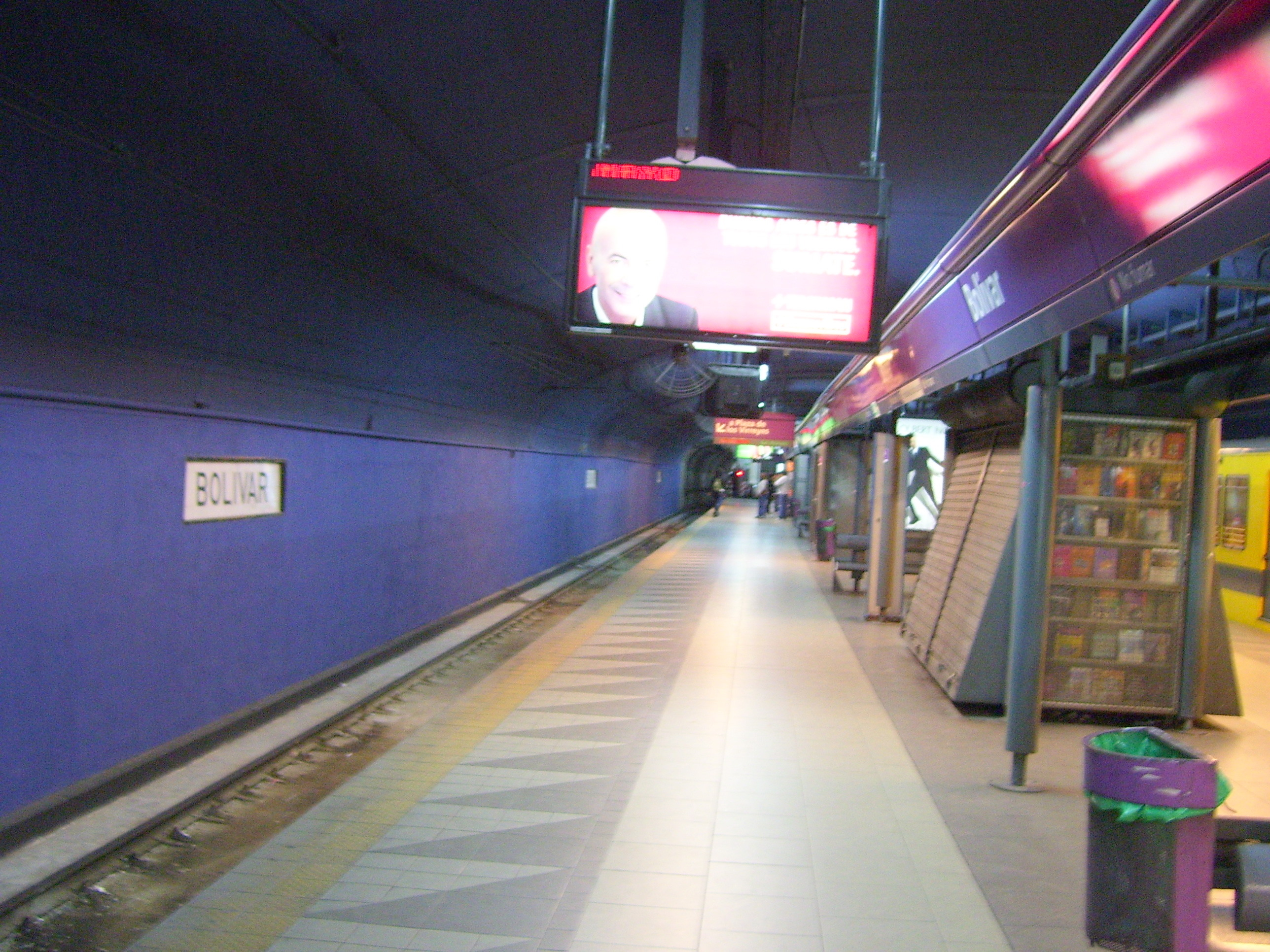